# حيلة قانونية
الحيلة القانونية: وهي افتراض أمر مخالف للواقع للوصول إلى تغير احكام القانون دون التعرض إلى نصوصه.
كانت الحيلة القانونية أول المسائل التي استعملها الإنسان في تطوير حكم القانون .وذالك ان القانون في تلك الفترة داخل في اطار الدين وكان اعتقاد الإنسان بالاديان الوثنية قويا أول الأمر.ولذالك كان يكن الإنسان للقانون الاحترام الدي يبلغ التقديس .
فلذالك كانت الحيلة القانونية الأسلوب الامثل لتطور الشرائع القديمة دون المساس بقدسيتها.

## صور الحيلة القانونية
1. انها استعملت اداة قضائية لحماية حقوق لم يكن القانون قد وضع لحمايتها وتوسيع سلطات بعض المحاكم.
2. انها استخدمت لإبرام صوري لبعض العقود من أجل إنشاء عقود جديدة.
3. تقديم صوره تصور خيالي لوضع اجتماعي لترتيب قواعد لا تترتب الا عليه.
4. استخدمت كوسيله لتبرير بعض المبادئ القانونية والنظم السياسية.